# Ed Smallwood
Edgar M. Smallwood, detto Ed (Louisville, 4 giugno 1937 – 6 novembre 2002), è stato un cestista statunitense.

## Carriera
È stato selezionato dai Cincinnati Royals al tredicesimo giro del Draft NBA 1960 (88ª scelta assoluta).
Con la Nazionale statunitense nel 1963 ha disputato i Giochi panamericani (medaglia d'oro) e i Mondiali (4º posto).
Nel 2009 Evansville ha ritirato la sua maglia.